# 高橋清 (川崎市長)
高橋 清（たかはし きよし、1925年（大正14年）2月18日 - 2015年（平成27年）7月3日）は、日本の政治家。神奈川県川崎市長（第12・13・14代）。
長男は政治学者で東京大学大学院法学政治学研究科教授の高橋進（2010年死去）、次男は元日本銀行金融研究所所長、大阪経済大学教授の高橋亘。

## 来歴
宮城県遠田郡涌谷町生まれ。1944年宮城師範学校卒業。1952年津久井郡中央小学校で教員生活をはじめた。1955年当時の上司に勧められ川崎市立古市場小学校教諭に転じ、教頭にもなった。1974年全日本自治団体労働組合（自治労）傘下の川崎市教職員組合の委員長、職員局長を経て、1983年に伊藤三郎市長（当時）の下、助役に就任。
1989年10月、伊藤市長が任期途中で病気辞任したため、社会党、共産党、社民連の推薦を受けて11月19日に実施された川崎市長選挙に出馬。民社党・進歩党の推薦、自民党の支持を受けた永井英慈を破り初当選を果たした。1990年には、1988年に発覚したリクルート事件の反省をもとに全国初の市民オンブズマン条例を制定、1996年5月公務員採用の国籍条項を撤廃。また川崎市には戦前から、臨海部の工業地域を中心に在日韓国・朝鮮人が多く、市政への参政権を有さない永住者の意見を市政に反映させる方策が検討され、高橋は外国人市民代表者会議を設置した。また増加するゴミ問題に対応するため、1995年からJR貨物の協力を得て市内でのゴミ輸送列車の運行を開始。1997年には「資源物回収の日」を週1日設定して1969年以来の「日曜・祝日以外の毎日収集」を事実上撤回した。
1993年（社会党・民社党・社民連推薦、自民党・公明党支持で再選）以降は自民党が川崎市議会で与党に転じた一方、1997年の市長選（自民党・新進党・旧民主党・社民党・公明党推薦で3選）では従来与党であった共産党が離反し、独自候補を擁立した。
初当選時は革新政党の支持を受けていたが、川崎市長就任後は大型開発にも熱心であった。市内南部の幸区にある旧国鉄の新鶴見操車場（現在の新鶴見信号場、新川崎駅周辺を含む地域）において新たな都市基盤整備計画を提唱し、伊藤市政時代から凍結されていた川崎縦貫高速鉄道（市営地下鉄による建設）にも意欲的だったが、バブル経済崩壊後の税収減もあって規模縮小を余儀なくされ、新鶴見操車場整備は2000年に慶應義塾大学の誘致に成功してK2タウンキャンパス（新川崎キャンパス）の開設にこぎつけたのみで、地下鉄の着工にも至らなかった。この他、高津区の中心地である溝口地域では1999年に再開発ビルの完成にこぎつけた。
なお、新鶴見操車場跡地には川崎区の川崎球場に代わるドーム球場の建設構想も存在していたが難航し、さらに建設計画の前提であったプロ野球・ロッテオリオンズの本拠地利用も同球団が1992年に千葉ロッテマリーンズに改称。千葉市の千葉マリンスタジアムを本拠地にしたため、計画そのものが白紙撤回された。同年には日本プロサッカーリーグ（Jリーグ）の公式戦が始まり、中原区の等々力陸上競技場はヴェルディ川崎の本拠地になったが、同競技場も手狭で老朽化していた上、川崎市内に限らず日本全国でのヴェルディファン拡大を目指したオーナー企業の読売新聞社の意向により結局2000年限りでヴェルディは東京都調布市の東京スタジアムへ移転。高橋市政は「プロスポーツが根付かない街」の悪名を再び背負った。
2001年の市長選に4選を目指し、社民党推薦で出馬したが、当時76歳で12年つとめたことから高齢・多選批判が強く、民主党・自由党・無所属の会・保守党推薦、公明党支持で出馬した阿部孝夫に敗れ、政界を引退した。なお民主党は、支持組織である自治労は高橋を支援したが、県連は神奈川県第9区（川崎市多摩区・麻生区）選出の松沢成文衆議院議員（後に神奈川県知事）らの主導により阿部を推薦した。
2002年、勲二等瑞宝章受章。
2015年7月3日、90歳で死去。